# Iouri de Smolensk
Iouri de Smolensk (en russe : Юрий Святославич), ou Georges de Smolensk, né au XIVe siècle et mort le 14 septembre 1407 fut le dernier grand-duc de Smolensk et de Briansk (1386-1392, 1401-1404) avant sa chute. Il fut le deuxième fils et successeur de Sviatoslav Ivanovitch.

## Biographie
En 1386, une guerre éclata entre les fils d'Algirdas, Skirgaila et Andrei de Polotsk. Ce dernier a dû fuir Polotsk pour Smolensk et a demandé de l'aide au père de Iouri. Les armées de Smolensk et de Skirgaila se rencontrèrent près de Mstislavl. Après la mort du père de Iouri au combat et la capture de ses frères comme prisonniers, les Lituaniens arrivèrent à Smolensk et permirent à Iouri d'accéder au trône sous certaines conditions, après avoir payé une indemnité considérable. En 1395, alors que Iouri rendait visite à son beau-père, Oleg II de Riazan, son beau-frère Vytautas le Grand prit Smolensk et y installa son gouverneur. Agé de quatre ans, Vytautas fut vaincu par les Tatars à la bataille de la rivière Vorskla. En 1401, Iouri et Oleg profitent de leur situation difficile pour reprendre Smolensk et Briansk, où les boyards pro-lituaniens furent exécutés.
À l'automne, Vytautas assiégea Smolensk mais fut contraint de se retirer après avoir signé un armistice. Deux ans plus tard, Smolensk résista à un siège de deux semaines par l'armée de Vytautas. Iouri, cherchant de l'aide pour empêcher une nouvelle attaque, se rendit à Moscou pour en demander à Vassili Ier Dmitrievitch, gendre de Vytautas. Bien que Iouri ait promis de céder ses possessions à Vassili, le souverain de Moscou hésita à accepter cette proposition juteuse, de sorte que les boyards de Smolensk ouvrirent les portes de la ville et rendirent la capitale de Iouri à son vieil ennemi en 1404. 
Comme Vassili souhaitait présenter Iouri comme myope, il quitta Moscou et se rendit avec son fils à Novgorod, où il fut traité honorablement et reçut une infanterie de treize villes, dont Porkhov et Tiversk. En 1406, il retourna à Moscou, se réconcilia avec Vassili et fut envoyé comme gouverner Torjok en son nom. Pendant ce temps, il tentait de séduire l'épouse de son cousin, le prince Semyon de Viazma. Après avoir été rejeté par elle, Iouri la tua ainsi que son mari et, pour éviter d'être puni, s'enfuit vers les terres de la Horde d'Or, où il mourra peu de temps après, en 1407.